# ドナルド・ミッチェル (著述家)
ドナルド・ミッチェル（Donald Mitchell、1925年2月6日 - ）は、音楽に関する著作をもつイギリスの著述家で、特にグスタフ・マーラーやベンジャミン・ブリテンについての一連の著作や、1963年の『The Language of Modern Music』によって知られている。

## 経歴
ミッチェルはロンドンに生まれ、ロンドンのブライトランズ・プレパラトリー・スクール (Brightlands Preparatory School) とダリッジ・カレッジに学んだ。1943年、良心的兵役拒否登録を行い、第二次世界大戦中は非戦闘部隊に配属されていた。戦後、ミッチェルは、ロンドンのオークフィールド校で教員となり、1947年には自ら編集人となって音楽研究誌『Music Survey』を創刊した。同誌は数号を経て、1949年にハンス・ケラーが編集に加わり、いわゆる「新シリーズ (New Series)」（1949年 - 1952年）として再スタートを切り、同誌の妥協のない厳しい批評水準と、好戦的なまでのブリテンやシェーンベルク賞賛の論調は、名声と悪名を同時にもたらすこととなった。ミッチェルは、1949年から1950年にかけてダラム大学に学んだ。また、1950年代には、『ミュージカル・タイムズ』や『Musical Opinion』といった音楽関係の学術誌の定期的な寄稿者となっていた。1958年、ミッチェルはフェイバー・アンド・フェイバーの音楽書の編集担当となり、同年にはブージー・アンド・ホークスの音楽学術誌『Tempo』の編集人となって、1962年までその任にあった。1963年から1964年にかけて、ミッチェルはブージー・アンド・ホークスの特別音楽顧問として、特に同時代の音楽を担当して、当代の作曲家たちの獲得にあたり、ピーター・マックスウェル・デイヴィスやニコラス・モーが、この出版社と契約するように取り計らった。1965年、ベンジャミン・ブリテンの支援を受けたミッチェルは、音楽出版社フェイバー・ミュージックを創設し、初代の代表取締役 (Managing Director) となり、後には副会長（1976年）、会長（1977年）、社長（1988年–1995年）を歴任した。1972年には、サセックス大学における初代の音楽担当教授となって、1976年までその任にあった。ベンジャミン・ブリテンの没後、ミッチェルはブリテン＝ピアーズ財団 (Britten-Pears Foundation, BPF) の上級理事 (senior trustee) となった。1986年には同財団の執行責任者 (director) となり、また、ブリテン・エステート (Britten Estate Ltd.) の会長となった。1989年から1992年にかけては、（イギリスの著作権管理団体のひとつ）Performing Right Society（後のPRS for Musicの前身）の会長であった。

## マーラーとブリテン
ミッチェルには、全4巻に及んだグスタフ・マーラーの作品についての研究と、継続して取り組まれ、これまでに5巻、1965年の分までがまとめられたベンジャミン・ブリテンの書簡集の編纂という、2つの大きなテーマがある。
マーラーについてのミッチェルの著作は、ミッチェル自身の考えに基づいて、伝記研究にはされておらず（ミッチェルは、アンリ・ルイ・ド・ラ・グランジェによる全4巻の伝記を標準的なものとして引用している）、内容は浩瀚なエッセイであり、しばしば個人的な性格をもっている。全4巻の著作を通して、ミッチェルはマーラー作品の分析を行なっており、おおむね第1巻では初期作品、第2巻では『少年の魔法の角笛』関係、第3巻と第4巻ではその他の作品を取り上げている。

## 主な著書
- (ed., with Hans Keller): Benjamin Britten: A Commentary on His Works from a Group of Specialists (London, Rockliff, 1952). With drawings by Milein Cosman
- (ed., with H.C. Robbins Landon): The Mozart Companion (London: Rockliff, 1956)
- (ed., with Philip Reed and Mervyn Cooke): Letters From a Life: The Selected Letters of Benjamin Britten. 6 vols., Faber (vols 1-3), Boydell Press (vols 4-6) 1991–2012
- Britten and Auden in the Thirties: The Year 1936 (Boydell Press, 2nd Ed., 2000)
- Gustav Mahler, Vol. 1: The Early Years. Faber, 1958 (revised with Paul Banks and David Matthews 1978)
  - 日本語訳：（喜多尾道冬 訳）さすらう若者の時代、音楽之友社、1991年
- The Language of Modern Music Faber & Faber, 1963, revised 1966, 1969, ISBN 0-571-04934-6
- Gustav Mahler, Vol. 2: The Wunderhorn Years: Chronicles and Commentaries. Faber 1975
  - 日本語訳：（喜多尾道冬 訳）マーラー 角笛交響曲の時代、音楽之友社、1990年
- Gustav Mahler, Vol. 3: Songs and Symphonies of Life and Death: Interpretations and Annotations. Faber 1985
- Discovering Mahler. Writings on Gustav Mahler 1955-2005. Boydell Press 2007, ISBN 978-1-84383-345-1
- The Mahler Companion. Oxford, 1999 (online at Google Books)